# Kolonia karna (film)
Kolonia karna (ang. No Escape) – film science fiction produkcji amerykańskiej z 1994 roku w reż. Martina Campbella na podstawie powieści Richarda Herleya pod tym samym tytułem.

## Fabuła
Rok 2022. Światem rządzą wielkie korporacje, które prowadzą ze sobą wojny. Podczas jednej z nich pilot wojskowego śmigłowca John Robbins otrzymuje rozkaz zniszczenia celu wojskowego, który jak się okazuje jest obiektem cywilnym. W wyniku ataku giną kobiety i dzieci. Robbins zabija dowódcę który mu ten rozkaz wydał i zostaje skazany na wieloletnie więzienie. Za kolejne próby ucieczki trafia w końcu do najcięższego więzienia – zakładu VI kategorii. Jego naczelnik Warden, za permanentną niesubordynację wysyła go w końcu do położonej na nieodległej wyspie Absolom kolonii karnej. Żyją na niej skazańcy którzy podzieleni na dwa wrogie obozy pozostają w stałym konflikcie. Robbins początkowo trafia do obozu bezwzględnych „outsiderów” pod przywództwem Mareka gdzie zmuszony jest walczyć o życie. Udaje mu się zbiec i cudem uratowany trafia do pokojowo nastawionych „insiderów” pod przywództwem Fathera. Robbinsa od samego początku prześladuje myśl o ucieczce z wyspy. Dowiaduje się również, że kolonia jest prywatnym pomysłem naczelnika Wardena i działa nielegalnie. Postanawia zbiec za wszelką cenę i poinformować świat o istnieniu kolonii. Jest to o tyle trudne, że Warden zachowuje nad wyspą pełną kontrolę za pomocą satelitów i szpiegów umieszczonych w dwóch wrogich obozach. W końcu jednak Robbinsowi udaje się zwabić Wardena na wyspę i porwać śmigłowiec, którym przybył, a jego samego pozostawić w rękach „insiderów”. Droga ku wolności stoi przed nim otworem.

## Obsada aktorska
- Ray Liotta – Robbins
- Lance Henriksen – Father
- Stuart Wilson – Marek
- Kevin Dillon – Casey
- Kevin J. O’Connor – Stefano
- Don Henderson – Killian
- Ian McNeice – King
- Jack Shepard – Dysart
- Michael Lerner – Warden
- Ernie Hudson – Hawkins
- Russell Kiefel – Iceman
- Brian M. Logan – Scab
- Cheuk-Fai Chan – Skull

## Produkcja
Futurystyczne śmigłowce użyte w filmie to radzieckie Ka-27.

## Wpływy kulturowe
- W oparciu o film w 1994 powstał trzyczęściowy komiks serii Marvel Comics autorstwa Rogera Salicka, Mike’a Harrisa i Chrisa Ivy oraz gra video wydana przez Sony Imagesoft.